# 劉敬楨
劉敬楨（1967年11月—），出生於黑龍江省伊春市。現任第二十屆中央候補委員，曾任中国兵器装备集团有限公司董事、党组副书记、中國醫藥集團有限公司董事長、黨委書記、中國醫療醫藥應急保障體系聯盟理事長，現任中国物流集团有限公司党委书记、董事长

## 生平
在1999年委任當時旗下中国工程与农业机械进出口总公司管理層，他先後重組中国机电广告公司、北京汇东铭志科技发展有限公司、中汽对外经济技术合作公司、中国汽车工业咨询发展公司、北京汽车工业发展研究所等企業。畢業於北京大学光华管理学院以及合肥工業大學

## 相關連結
- 刘敬桢：天道酬勤 厚德载物 國機集團報[永久]
- 刘敬桢 合肥工業大學校友訪問[永久]
- 刘敬桢的领航 中汽国际不死神话会一直继续 獀狐汽車